# Quercianella
Quercianella – nadmorski kurort na wybrzeżu etruskim w Toskanii, 15 km na południe od Livorno. Dostęp do otwartego morza i plaż utrudnia niemal całkowicie zabudowana linia brzegowa. W mieście dostępne są jedynie trzy fragmenty skalistego wybrzeża.
Od 1958 roku działa tu Circolo Nautico – kółko żeglarskie.

## Okolice
Montenero – wzgórze ponad Quercianellą. Panoramiczny widok na Livorno, wyspy: Gorgona, Capraia oraz Elbę. Zamek.

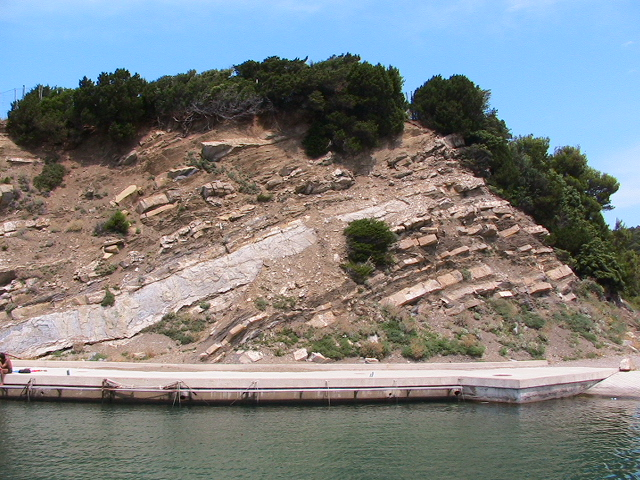
Skaliste wybrzeże Morza Śródziemnego w Quercianelli
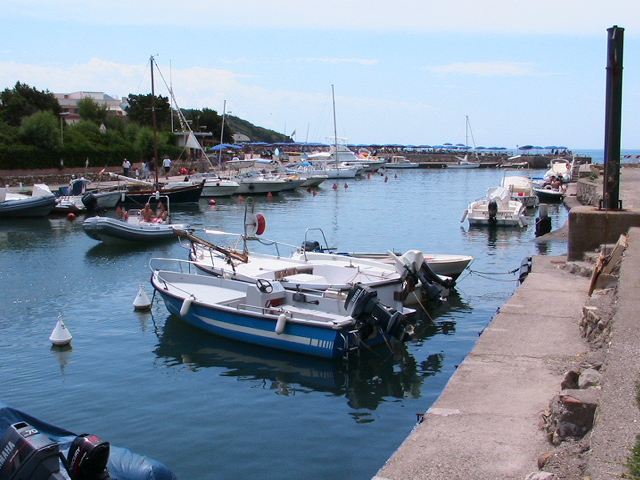
Port w Quercianelli
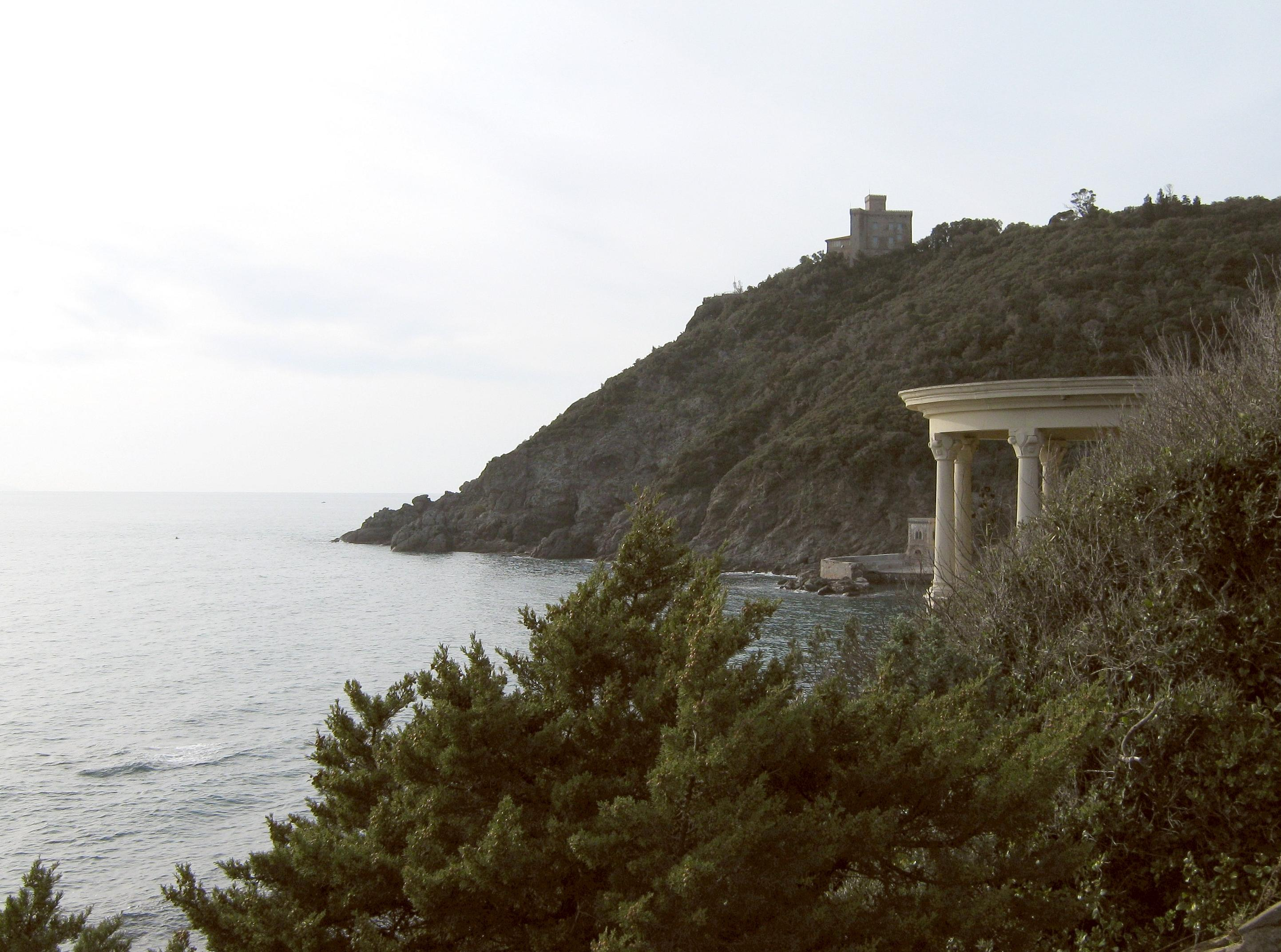
Quercianella